# Куба на Чемпіонаті світу з легкої атлетики 2017
Куба на Чемпіонаті світу з легкої атлетики 2017, що проходив з 4 по 13 серпня 2017 року в Лондоні (Велика Британія) була представлена 28 спортсменами.

## Результати

### Чоловіки
Трекові і шосейні дисципліни
| Спортсмен                                                                                  | Дисципліна         | Забіги    | Забіги | Півфінал  | Півфінал | Фінал     | Фінал |
| Спортсмен                                                                                  | Дисципліна         | Результат | Місце  | Результат | Місце    | Результат | Місце |
| ------------------------------------------------------------------------------------------ | ------------------ | --------- | ------ | --------- | -------- | --------- | ----- |
| Йоандіс Лескай                                                                             | 400 м              |           |        |           |          |           |       |
| Роджер Ірібарне                                                                            | 110 м з бар'єрами  |           |        |           |          |           |       |
| Йордан О'Фаррілл                                                                           | 110 м з бар'єрами  |           |        |           |          |           |       |
| Хосе Луїс Гаспар                                                                           | 400 м з бар'єрами  |           |        |           |          |           |       |
| Яніель Карреро Роджер Ірібарне Рейньєр Мена Йордан О'Фаррілл Харлін Перез Роберто Скаєрс   | Естафета 4 × 100 м |           |        | Н/Д       | Н/Д      |           |       |
| Адріан Чакон Вільям Коллазо Хосе Луїс Гаспар Йоандіс Лескай Осмелі Пелліцер Леандро Замора | Естафета 4 × 400 м |           |        | Н/Д       | Н/Д      |           |       |

Технічні дисципліни
| Спортсмен             | Дисципліна        | Кваліфікація | Кваліфікація | Фінал           | Фінал           |
| Спортсмен             | Дисципліна        | Результат    | Місце        | Результат       | Місце           |
| --------------------- | ----------------- | ------------ | ------------ | --------------- | --------------- |
| Хуан Мігель Ечеваррія | Стрибки у довжину | 7.86         | 15           | Завершив виступ | Завершив виступ |
| Майкель Массо         | Стрибки у довжину | 8.15         | 2 Q          |                 |                 |
| Енді Діас             | Потрійний стрибок |              |              |                 |                 |
| Ласаро Мартінес       | Потрійний стрибок |              |              |                 |                 |
| Крістіан Наполес      | Потрійний стрибок |              |              |                 |                 |

Багатоборство — Десятиборство
| Атлет          | Дисципліна | 100 м | СуД | ШтЯ | СуВ | 400 м | 110б | МДс | СзЖ | МСп | 1500 м | Сума очок | Місце |
| -------------- | ---------- | ----- | --- | --- | --- | ----- | ---- | --- | --- | --- | ------ | --------- | ----- |
| Леонель Суарес | Результат  |       |     |     |     |       |      |     |     |     |        |           |       |
| Леонель Суарес | Очки       |       |     |     |     |       |      |     |     |     |        |           |       |

### Жінки
Трекові і шосейні дисципліни
| Спортсмен          | Дисципліна        | Забіги    | Забіги | Півфінал  | Півфінал | Фінал     | Фінал |
| Спортсмен          | Дисципліна        | Результат | Місце  | Результат | Місце    | Результат | Місце |
| ------------------ | ----------------- | --------- | ------ | --------- | -------- | --------- | ----- |
| Роксана Гомес      | 400 м             |           |        |           |          |           |       |
| Роза-Марія Алманца | 800 м             |           |        |           |          |           |       |
| Зуріан Хечаварріа  | 400 м з бар'єрами |           |        |           |          |           |       |
| Дайлін Бельмонте   | Марафон           | Н/Д       | Н/Д    | Н/Д       | Н/Д      |           |       |

Технічні дисципліни
| Спортсмен       | Дисципліна         | Кваліфікація | Кваліфікація | Фінал     | Фінал |
| Спортсмен       | Дисципліна         | Результат    | Місце        | Результат | Місце |
| --------------- | ------------------ | ------------ | ------------ | --------- | ----- |
| Яріслей Сілва   | Стрибки з жердиною | 4.55         | 6 q          |           |       |
| Ліадагміс Повеа | Потрійний стрибок  |              |              |           |       |
| Яніувіс Лопес   | Штовхання ядра     |              |              |           |       |
| Денія Кабальєро | Метання диска      |              |              |           |       |
| Яйме Перес      | Метання диска      |              |              |           |       |

Багатоборство — Семиборство
| Атлет             | Дисципліна | 100б | СуВ | ШтЯ | 200 м | СуД | МСп | 800 м | Сума очок | Місце |
| ----------------- | ---------- | ---- | --- | --- | ----- | --- | --- | ----- | --------- | ----- |
| Йоргеліс Родрігес | Результат  |      |     |     |       |     |     |       |           |       |
| Йоргеліс Родрігес | Очки       |      |     |     |       |     |     |       |           |       |